# Ellen van Langen
Ellen Gezina Maria van Langen (Oldenzaal, 9 de fevereiro de 1966) é uma ex-atleta e campeã olímpica holandesa.
Formada em economia pela Universidade de Amsterdã, jogava futebol feminino antes de se dedicar ao atletismo. Meio-fundista, conquistou a medalha de ouro nos 800 m em Barcelona 1992, em 1:55.54, sua melhor marca pessoal. Após a vitória, sofreu diversas contusões consecutivas que impediram uma melhor performance em torneios posteriores. Nos anos seguintes conseguiu apenas um 6º lugar no Campeonato Mundial de Atletismo de 1995, em Helsinque.
Retirou-se das pistas em 1998 e atualmente trabalha como técnica de atletismo.